# Olfactores
Olfactores (přeložitelné jako „čichači“) je taxon zahrnující pláštěnce (Tunicata) a obratlovce (Vertebrata, Craniata). Fylogenetický strom strunatců vypadá, pokud uvažujeme Olfactores, následovně:

|            | bezlebeční (kopinatci)                                   |
|            |                                                          |
| Olfactores | \| \| pláštěnci \| \| \| \| \| \| obratlovci \| \| \| \| |
|            | \| \| pláštěnci \| \| \| \| \| \| obratlovci \| \| \| \| |
|            | pláštěnci                                                |
|            |                                                          |
|            | obratlovci                                               |
|            |                                                          |

|  | pláštěnci  |
|  |            |
|  | obratlovci |
|  |            |

Hypotéza Olfactores postupně vytlačuje starší představy, podle nichž jsou sesterskou skupinou obratlovců bezlebeční (tzv. taxon Euchordata či Notochordata). Současné studie pracují obvykle s rozsáhlejšími daty získaných čtením protein–kódujících genů. Tato novější teorie se tak postupně dostává i do popularizačních knih (Zrzavý 2006 ji v podstatě uvádí jako hotovou věc). Rozhodně se však stále objevují i kritické hlasy proti této teorii.
Obratlovci a pláštěnci mají, jak se ukazuje, také mnoho společných rysů. Spojuje je nový typ buněčných spojů (tzv. těsné spoje), podobná stavba chordy, ztráta myoepitelů, neuromastové smyslové buňky (základy budoucí postranní čáry obratlovců) a podobně.